# Perkebunan Tanah Itam Ulu
Perkebunan Tanah Itam Ulu is een bestuurslaag in het regentschap Batu Bara van de provincie Noord-Sumatra, Indonesië. Perkebunan Tanah Itam Ulu telt 1331 inwoners (volkstelling 2010).